# Rzepeccy herbu Białynia

herb Białynia

Rzepeccy – polski ród szlachecki pieczętujący się herbem Białynia, który wziął swoje nazwisko od miejscowości Rzepki w przedrozbiorowym województwie sieradzkim. Poszczególne linie używały dla rozróżnienia m.in. następujących przydomków: Ostałkiewicz, Czubik, Brodawka.
W zaborze austriackim wylegitymowali się ze szlachectwa:
- Maciej i Józef Rzepeccy w 1782 r.
- Leopold Rzepecki (wnuk ww. Józefa) w 1756 r.
- Franciszek, Jan i Antoni Rzepeccy w 1782 r. przed Buskim Sądem Ziemskim
- Mateusz vel Maciej Rzepecki (syn ww. Franciszka) w 1830 r.

Od XVIII w. do II wojny światowej jedna z linii rodu Rzepeckich zamieszkiwała w powiecie tłumackim.

## Członkowie rodu
- Stanisław Rzepecki z Rzepek (zm. ok. 1716) – wojski lubelski
- Onufry Rzepecki (1787–1831) – uczestnik powstania listopadowego
- Kajetan Władysław Rzepecki (1800–1892) – uczestnik powstania listopadowego
- Ludwik Władysław Rzepecki (1832–1894) – księgarz polski
- Helena Rzepecka (1863–1916) – nauczycielka, publicystka, działaczka społeczno-niepodległościowa
- Karol Rzepecki (1865–1931) – księgarz, działacz społeczny
- Kazimierz Rzepecki (1866–1902) – polski pisarz, publicysta
- Jan Rzepecki (1899–1983) – oficer Wojska Polskiego, historyk wojskowości